# Туменова, Елена Степановна
Еле́на Степа́новна Туме́нова (1919—2005) — советская осетинская и российская актриса театра и кино, педагог. Народная артистка РСФСР (1976).

## Биография
Родилась во Владикавказе, РСФСР. В 1938—1941 гг. училась в Орджоникидзевском театральном училище при Северо-осетинском драмтеатре. С 1941 года актриса этого театра. Занималась педагогической и общественной деятельностью. Воспитала плеяду артистов. Была депутатом Верховного совета СОАССР.
Скончалась в 2005 году. Похоронена на Аллее Славы во Владикавказе.

## Роли в театре
- «Отелло» Шекспира — Дездемона
- «Король Лир» Шекспира — Корделия, Регана
- «Макбет» Шекспира — леди Макбет
- «Медея» Еврипида — Медея
- «Разбойники» Ф. Шиллера — Амалия
- «Овечий источник» Лопе де Вега — Лауренсия
- «Желание Паша» Д. А. Туаева — Паша
- «Фатима» К. Хетагурова— Фатима
- «Азау» Г. Д. Плиева — Азау

## Фильмография
- 1970 — Последний снег — мать Чабахан
- 1981 — Буйный Терек
- 1990 — Взбесившийся автобус — мать Тамары
- 1992 — Горец

## Награды
- медаль «За трудовую доблесть» (05.10.1960)
- медаль «За оборону Кавказа»
- медаль «За доблестный труд в Великой Отечественной войне 1941—1945 гг.»
- народная артистка РСФСР (1976)
- заслуженная артистка РСФСР (1964)